# 조반니 비알라르디

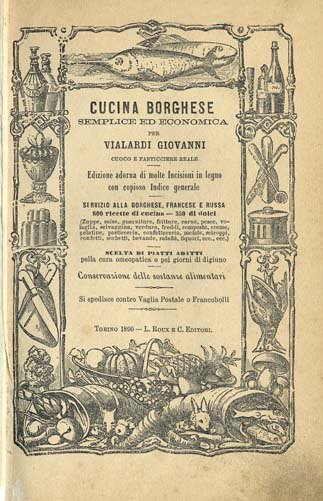
비알라르디의 책 표지

조반니 비알라르디(이탈리아어: Giovanni Vialardi, 1804년 2월 8일 - 1872년 8월 29일)는 이탈리아의 요리사였다.
스무 살때 사보이 왕가의 보조 주방장이 되었다.